# Hans Hagen (Fussballspieler, 1927)
Johann «Hans» Martin Hagen (* 7. Juni 1927 wahrscheinlich in Wil SG; † 23. Februar 1993 in Klosters; heimatberechtigt wahrscheinlich in Hüttwilen) war ein Schweizer Fussballspieler. In Zeitungsberichten wurde er in der Regel als «Hagen II» bezeichnet.

## Karriere

### Verein
Hagen spielte als Junior beim FC Wil und schliesslich für die erste Mannschaft, mit der er am Ende der Saison 1951/52 in die Nationalliga B aufstieg. 1952 wechselte er vom FC Wil zum Spitzenclub Grasshopper Club Zürich. Mit den Hoppers wurde er in der Saison 1955/56 Meister und Cupsieger. Er spielte ausserdem zwei Saisons beim Stadtrivalen FC Zürich, bis er 1959 wieder zu GC wechselte. In einem Interview sagte er 1986, dass ein Höhepunkt seiner Vereinskarriere eine Weltreise mit den Grasshoppers im Jahr 1954 gewesen sei. Von den während dieser Reise 18 absolvierten Partien hätten sie 16 gewonnen und nur zwei Unentschieden gespielt.

### Nationalmannschaft
Bereits in seiner Zeit beim FC Wil in der 1. Liga wurde er mehrmals ins erweiterte Kader der Nationalmannschaft berufen, blieb allerdings damals ohne Einsatz. Er spielte insgesamt zweimal für die «Nati». Er spielte ausserdem für die B-Nationalmannschaft.

## Privates
Hans Hagen starb 1993 im Alter von 65 Jahren an einem Herzinfarkt während seiner Ferien in Klosters.